# 400 років Луцькому Хрестовоздвиженському братству (монета)
«400 ро́ків Лу́цькому Хрестовоздви́женському бра́тству» — ювілейна монета номіналом 5 гривень, випущена Національним банком України, присвячена історії Луцького Хрестовоздвиженського братства — національно-релігійної громадської організації волинської православної шляхти, яка мала на меті збереження та захист православної віри на Волині і відіграла надзвичайно велику роль у суспільно-політичному житті краю першої половини XVII ст. Наприкінці XVI — на початку XVII століть братства, що виникли у Львові, Києві, Луцьку, Острозі, Вільні та інших містах, розгортали благодійну і культурно-просвітницьку діяльність — відкривали шпиталі, школи, друкарні, поширювали книги, створюючи умови для розвитку культури і науки, споруджували церкви і монастирі.
Монету введено в обіг 20 червня 2017 року. Вона належить до серії «Інші монети».

## Опис монети та характеристики
| Номінал грн. | Метал      | Маса, г | Діаметр, мм | Якість виготовлення       | Гурт     | Тираж, штук |
| ------------ | ---------- | ------- | ----------- | ------------------------- | -------- | ----------- |
| 5            | нейзильбер | 16,54   | 35,0        | спеціальний анциркулейтед | рифлений | 30 000      |

### Аверс
На аверсі монети розміщено: угорі — малий Державний Герб України, праворуч від якого напис «УКРАЇНА» (вертикально); унизу — номінал «5 ГРИВЕНЬ»; на дзеркальному тлі зображено Хрестовоздвиженську братську церкву (м. Луцьк, XVII ст.), праворуч від якої, на тлі стилізованої сторінки стародруку — рік карбування монети «2017», логотип Банкнотно-монетного двору Національного банку України.

### Реверс
На реверсі монети на дзеркальному тлі зображено братчиків, угорі над якими — печатка братства та напис півколом: «ЛУЦЬКЕ ХРЕСТОВОЗДВИЖЕНСЬКЕ БРАТСТВО»; унизу — напис «400 РОКІВ».

## Автори

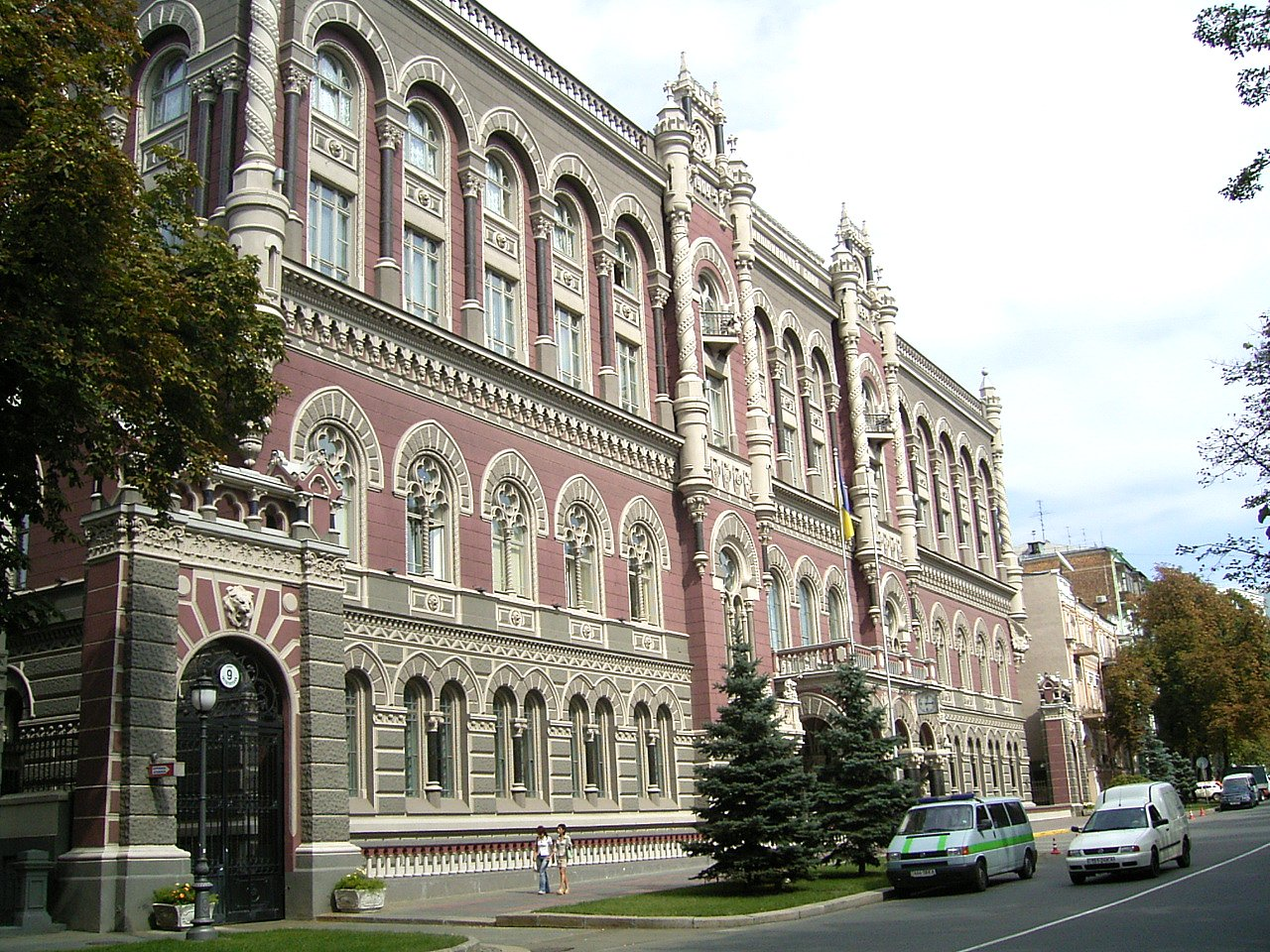
Будівля Національного банку України

- Художник — Іваненко Святослав.
- Скульптор — Іваненко Святослав.

## Вартість монети
Під час введення монети в обіг 2017 року, Національний банк України реалізовував монету через свої філії за ціною 43 гривні.
Фактична приблизна вартість монети, з роками змінювалася так:
| Рік        | 2018 | 2019 | 2020 | 2021 | 2022 | 2023 | 2024 | 2025 |
| ---------- | ---- | ---- | ---- | ---- | ---- | ---- | ---- | ---- |
| Ціна, грн. | 55   | 60   | 65   | 70   | 70   | 100  | 165  | 180  |